# St. Ulricus (Börninghausen)

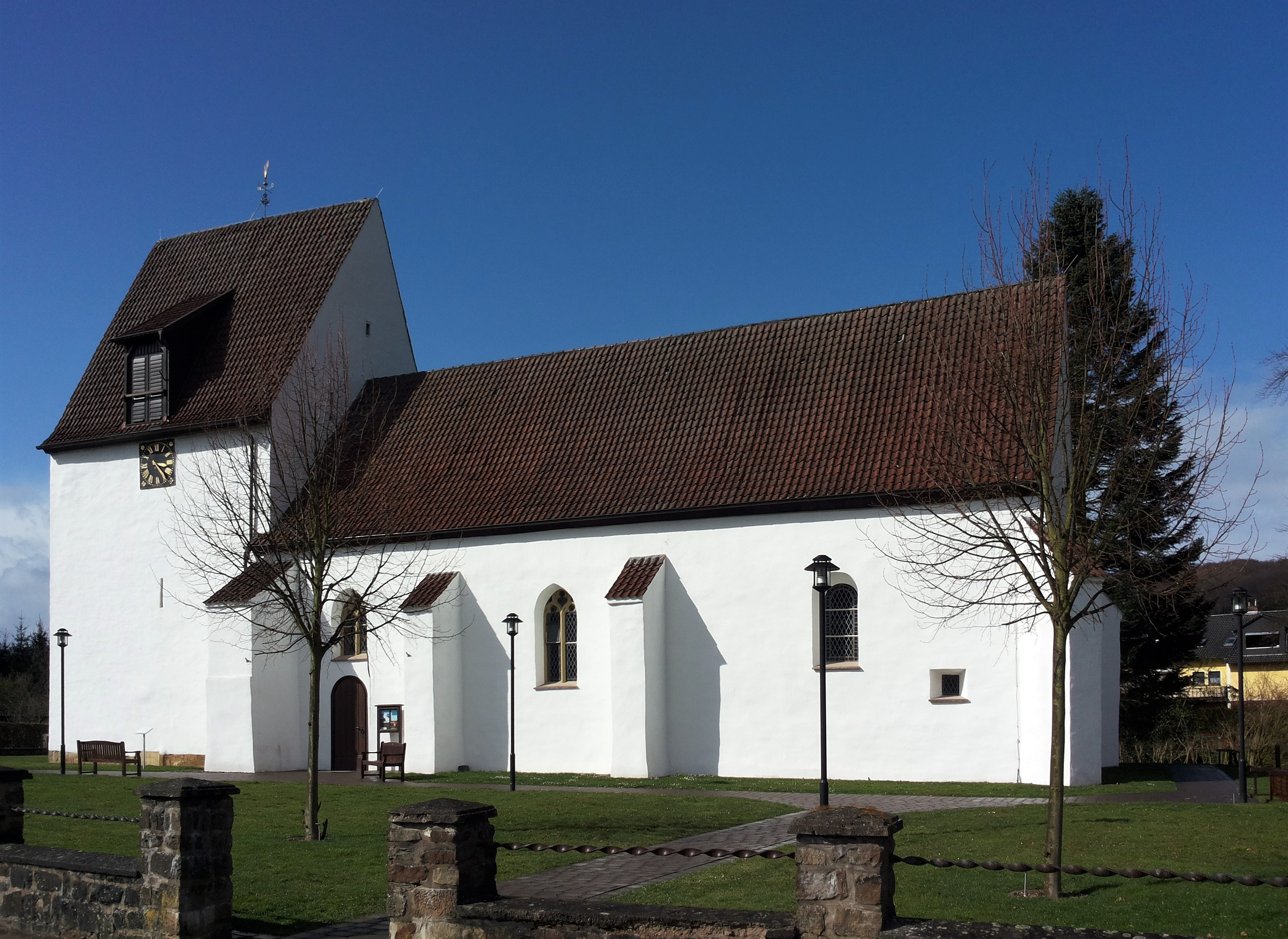
St. Ulricus in Börninghausen

St. Ulricus ist eine evangelisch-lutherische Kirche in Börninghausen, einem Ortsteil von Preußisch Oldendorf im Kreis Minden-Lübbecke, Nordrhein-Westfalen. Kirche und Gemeinde gehören zum Kirchenkreis Lübbecke der Evangelischen Kirche von Westfalen.

## Geschichte

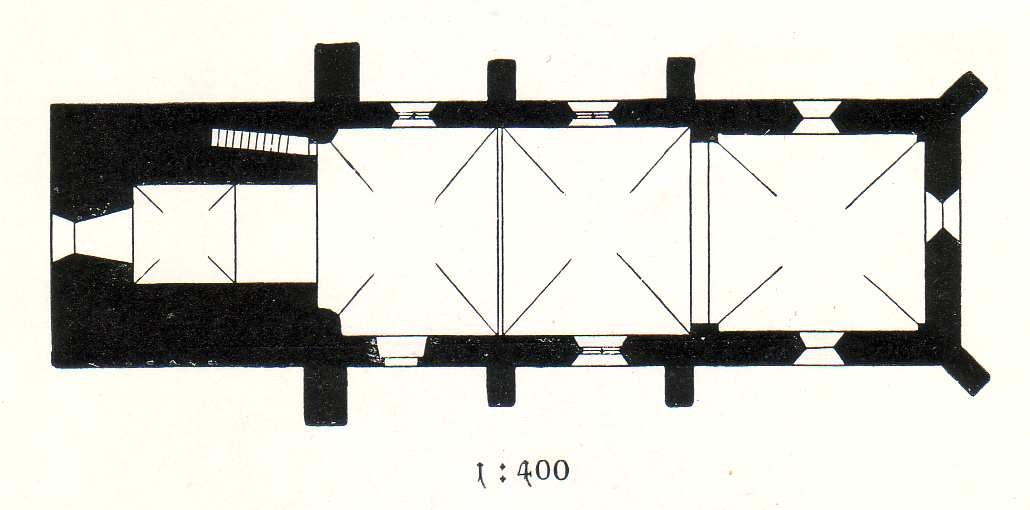
Grundriss

Die Kirche wurde vermutlich zwischen 1220 und 1237 gegründet. Sie diente zunächst als Patronatskirche von Konrad I. von Rüdenberg, Bischof von Minden. Teile der Reliquien des Kirchenpatrons Ulrich von Augsburg gelangten über den Neffen des Bischofs, Werner von Rüdenberg, nach Börninghausen.
Der heute erhaltene wehrhaft wirkende Turm wurde vermutlich bereits im 12. Jahrhundert errichtet. Im 13. Jahrhundert wurde eine spätromanische Kapelle östlich des Turmes errichtet. Erst später wurden die beiden Bauwerke mit einem Mittelschiff verbunden. Bei einem Brand um 1430 wurde das Mittelschiff zerstört und 1463 im gotischen Stil wieder aufgebaut.
1951 bis 1953 und von 1973 bis 1975 wurde die wehrkirchenartige Bau restauriert. Hierbei konnte im Innenraum ein Apostelfries freigelegt werden. An den Gewölben der Kirche wurden bereits 1991 von Fachleuten wieder erhebliche Schäden festgestellt. Eine Ursache war die zuletzt schadhafte Statik. Nach Einschätzung von Experten sind die Mauern der Kirche eigentlich nicht für ein Gewölbe ausgelegt. Ursprünglich hatte die Kirche eine Flachdecke. Die Gewölbe sind erst im 15. Jahrhundert (nach dem Kirchenbrand von 1463) im Langhaus eingezogen worden. Sie waren bedrohlich abgesackt und erhielten deshalb im Dezember 1991 Notabstützungen. Die historische Empore war seither nicht mehr zu benutzen. Wegen fehlender Finanzmittel konnte aber erst im November 2004 mit den Sanierungsarbeiten begonnen werden. Die sehr umfangreichen Sanierungsarbeiten dauerten mehr als drei Jahre. Am 27. April 2008 wurde die Wehrkirche nach der Renovierung feierlich wieder eröffnet. Der Einbau der Westempore musste zunächst zurückgestellt werden. Er erfolgte im Jahr 2012.

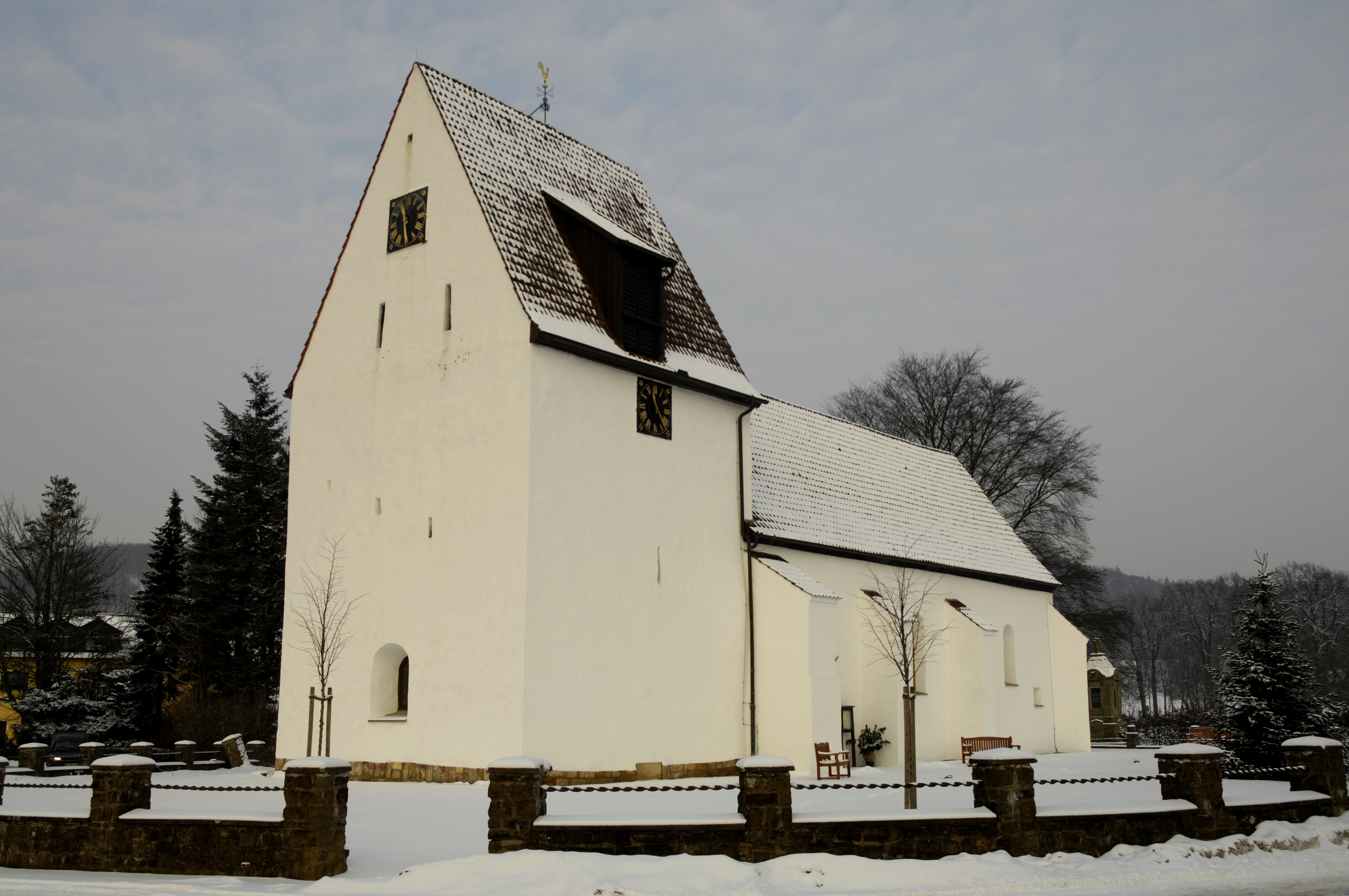
St. Ulricus im Januar 2010

## Ausstattung

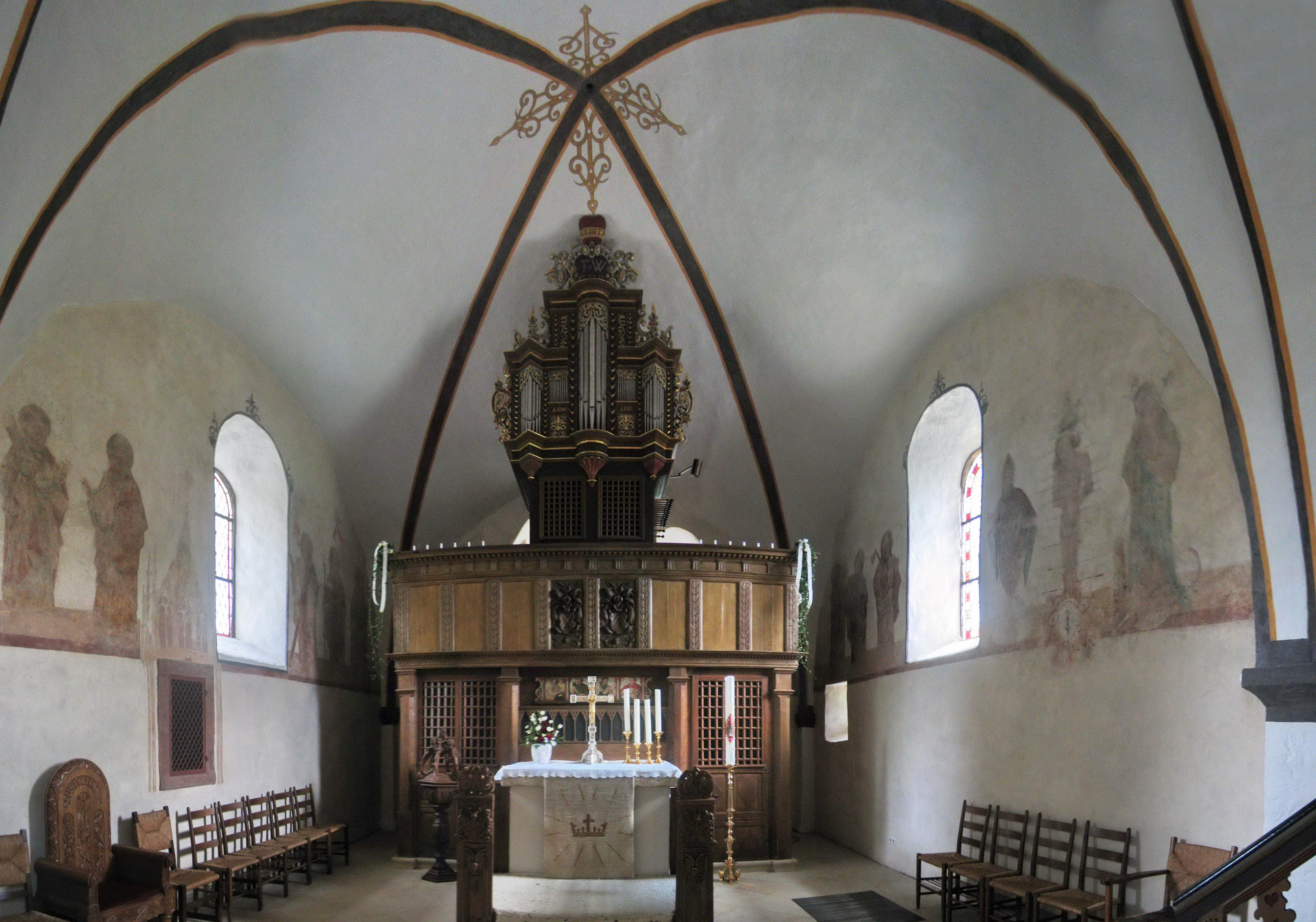
Altarraum von St. Ulricus

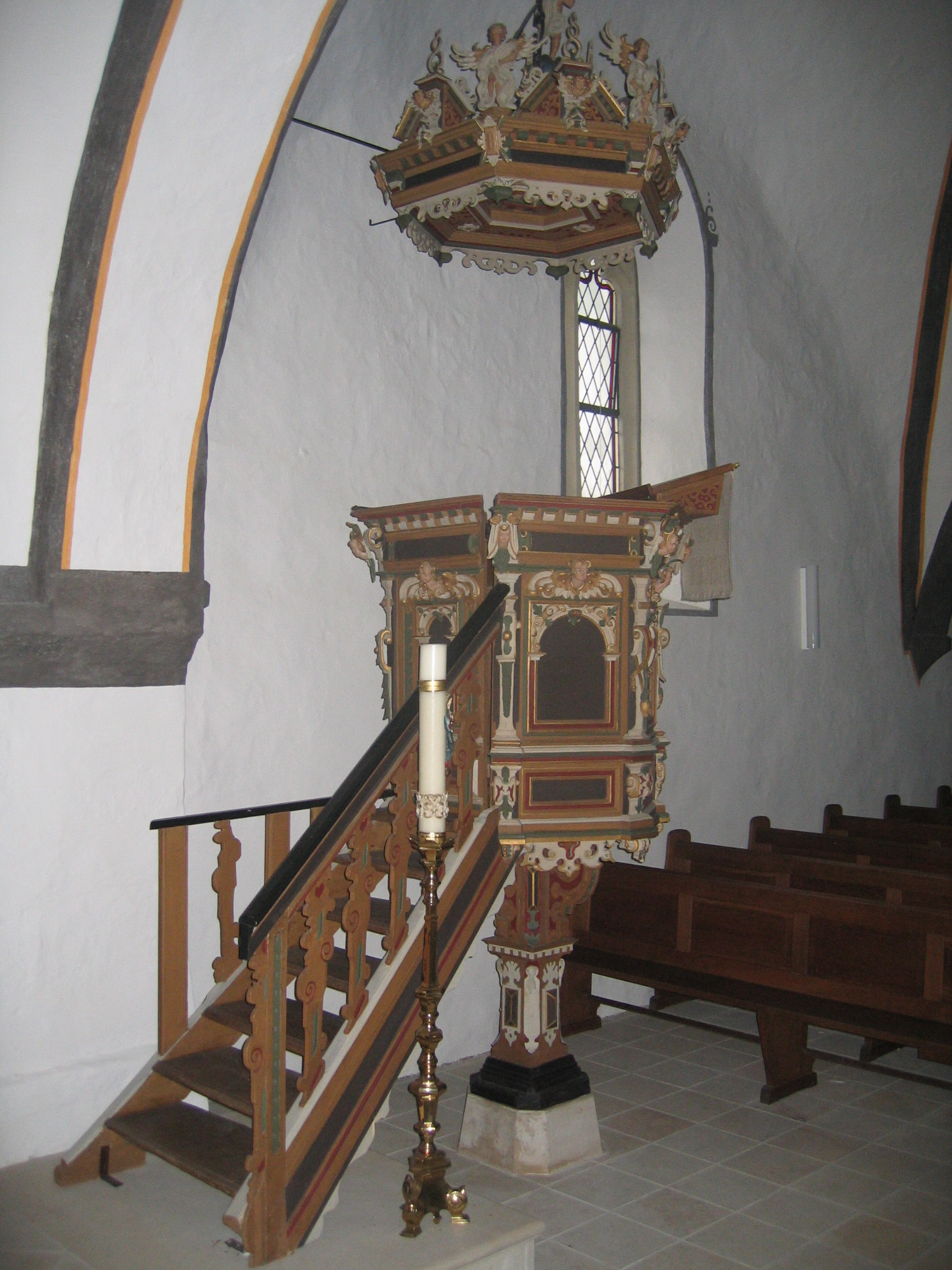
Die Kanzel von 1632

Die einschiffige Kirche mit romanischem Turm und Chorraum und gotischem Mittelschiff ist 31 Meter lang und 9 Meter breit. Die Predella des Hauptaltars zeigt die vier Evangelisten mit ihren Attributen. Das Werk stammt vermutlich aus einer anderen Kirche.
Bei Innenrenovierungen in der Kirche konnten an der Südwand des Chorraumes ein Fries freigelegt, der drei Heiligenfiguren zeigt: Margareta von Antiochia, Sebastian und der Heilige Ulricus. Bei weiteren Restaurierungen konnte ein Apostelfries im Chorraum freigelegt werden. An der Nordseite des Chorraumes sind die vier Apostel Petrus, Paulus, Andreas, Jakobus und ein weiterer Apostel zu erkennen. Weitere Apostel befinden sich an der Ostwand neben der Orgel und an der Südseite der Kirche.
An der Nordseite des Chorraumes ist das Sakramentshäuschen, ein Relikt aus der katholischen Nutzung der Kirche. Es dient heute der Unterbringung der Abendmahlsgeräte, darunter ein Kelch von 1650.
Die Kirche verfügt über eine weitere Besonderheit aus katholischer Zeit, ein Hagioskop an der südlichen Außenmauer, aus heutiger Sicht ein kleines Fenster, durch das man von außen auf den Altar blicken kann.
Das Altarkreuz der Kirche ist neuromanisch und wurde nach 1900 in Süddeutschland gefertigt.
Die Kanzel ist mit der Jahreszahl 1632 bezeichnet und entstammt dem Manierismus. Am Kanzelkorb finden sich neun Schutzengel, die auf die dreifache Dreifaltigkeit von Vater, Sohn und Heiligem Geist hinweisen. Der Schalldeckel ist mit einer Auferstehungsfigur bekrönt, die ein Kreuz mit Siegesfahne hält.

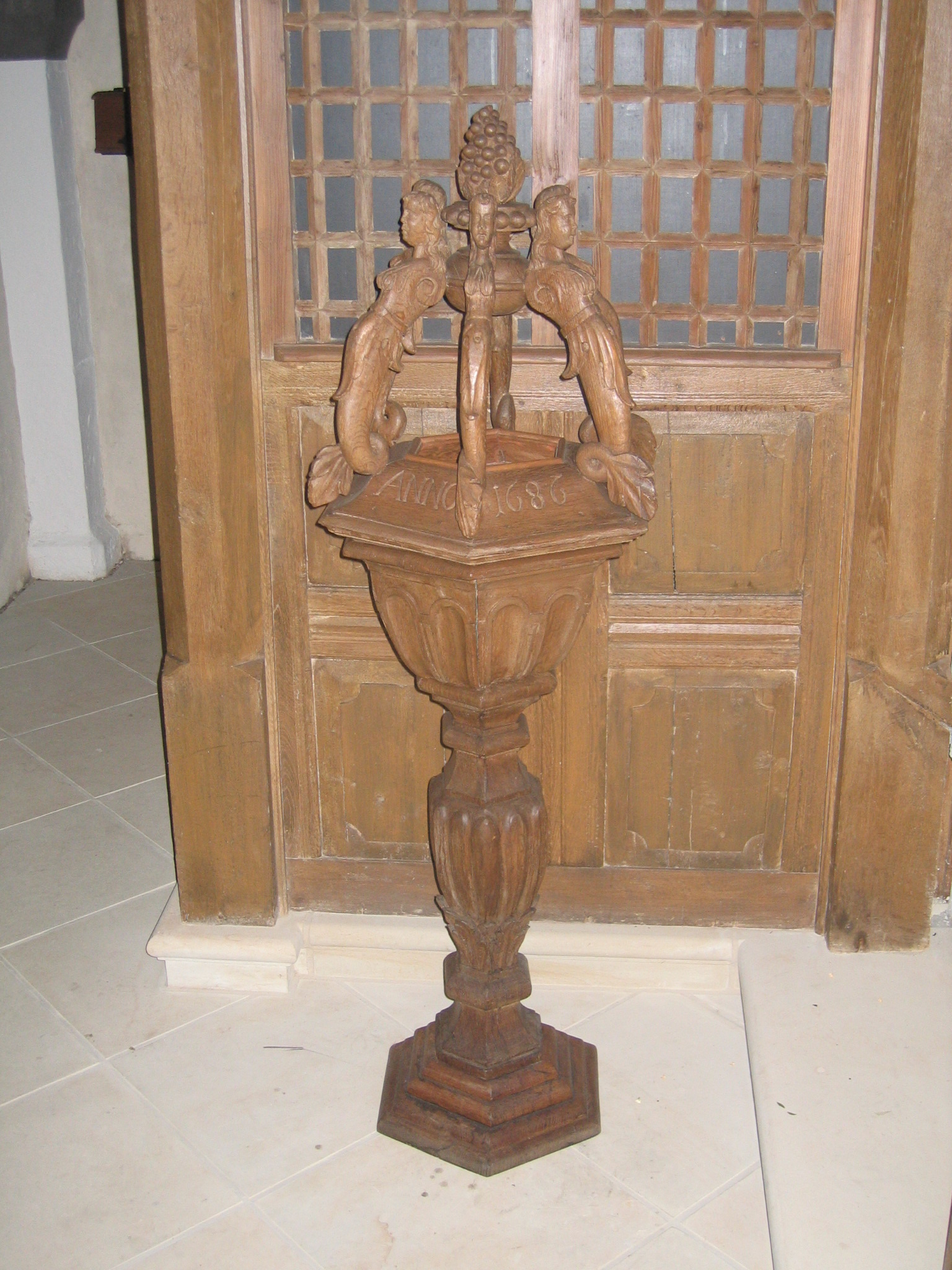
Das Taufbecken von 1686

Der Taufbrunnen von 1686 ist in Kelchform geschnitzt. 
An der Südseite befindet sich eine Kreuzigungsszene von 1599, das Marmelstein-Bild. Pfarrer Johannes Marmelstein ließ sich mit seiner Familie unter dem Kreuz darstellen.
Das Lesepult ist mit gotischem Schnitzwerk versehen. Im Turm befindet sich ein Kirchenstuhl von 1800. Ferner sind im Turm fünf Bankfüllungen als Wandbilder angebracht. Nördlich der Kirche befinden sich acht historische Grabsteine.

### Orgel
Die Orgel ist mit 1661 bezeichnet und stammt von einem unbekannten Orgelbauer. Allerdings lassen sich die Initialen F.W.C.Z.B finden, denn Friedrich Wilhelm Churfürst zu Brandenburg hat der Kirche die Orgel gestiftet. Das barocke Orgelgehäuse wurde mehrfach verändert und wurde bei der letzten Restaurierung wieder in den Ursprungszustand versetzt.
| I Hauptwerk     |       |
| Rohrflöte       | 8′    |
| Prinzipal       | 4′    |
| Waldflöte       | 2′    |
| Sesquialtera II |       |
| Mixtur          | 1 ⁄3′ |
| Schalmey        | 8′    |

| II Unterwerk |       |
| Gedackt      | 8′    |
| Spitzflöte   | 4′    |
| Prinzipal    | 2′    |
| Quinte       | 1 ⁄3′ |
| Zimbel II    | 1⁄2′  |
|              |       |
| Tremulant    |       |

| Pedal     |     |
| Subbass   | 16′ |
| Offenbass | 8′  |
| Dulcian   | 8′  |

### Glocken

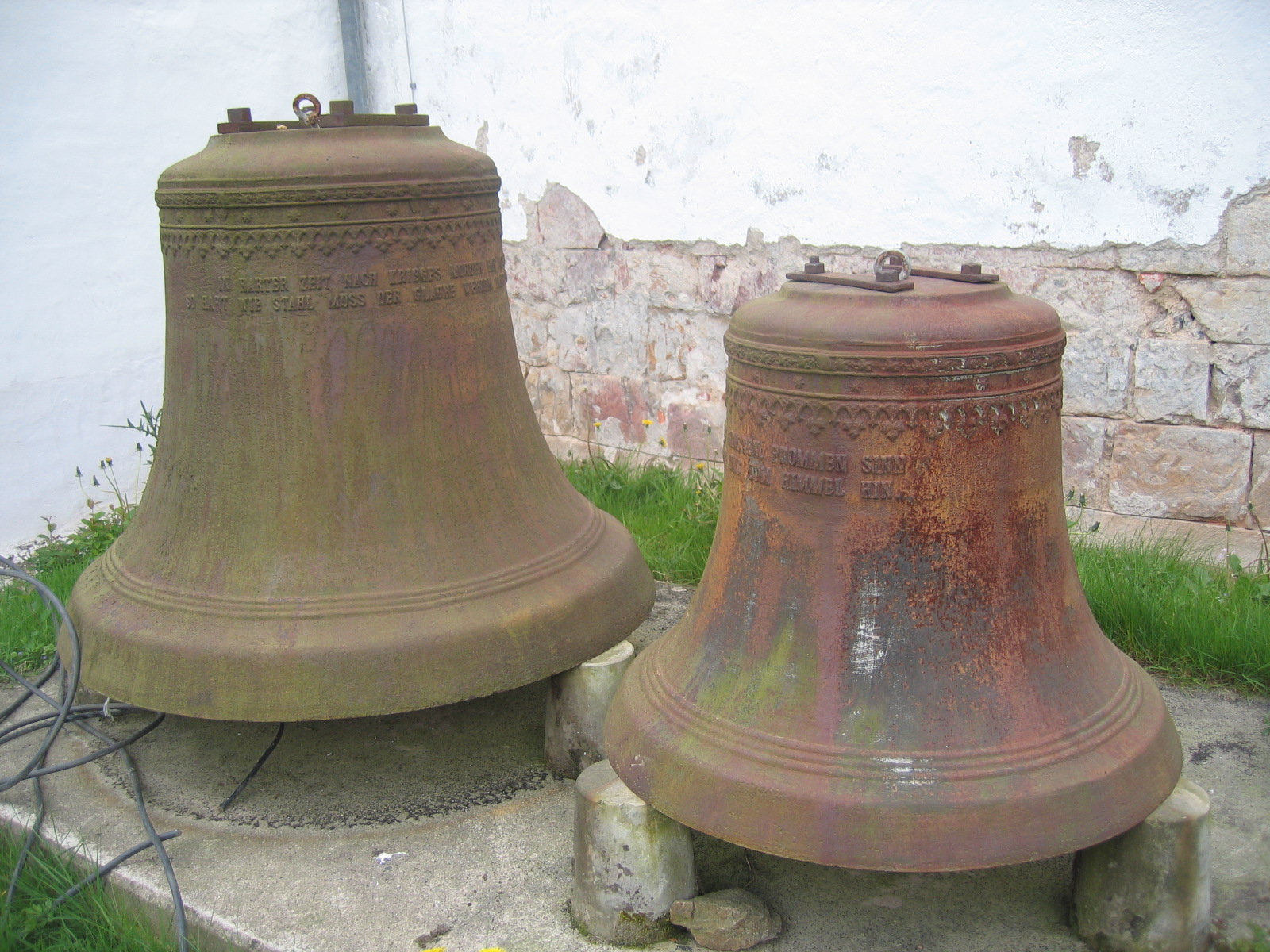
Das alte Stahlgeläut

Nach dem Ersten Weltkrieg befanden sich im Kirchturm drei Glocken. Die kleinste Glocke war von 1772 und stammt aus der Kirchengemeinde in Gehlenbeck. Zwei weitere Eisenhartgussglocken wurden 1927 angeschafft. Da die Eisenglocken von minderwertiger Qualität und kaputt waren, wurde die mittlere Glocke im März 1992 stillgelegt. Da die drei Glocken noch nie miteinander harmonierten, wurde ein neues Geläut angeschafft. Die Bronzeglocke wurde an die Kirchengemeinde Gehlenbeck zurückgegeben, die beiden übrigen Glocken wurden vor der Kirche aufgestellt.
Am 12. November 1993 wurden in der Glockengießerei Rincker fünf neue Glocken gegossen. Die Weihe erfolgte am 28. August 1994 und am 6. September 1994 konnten sie in die Glockenstube gezogen werden. Am 11. September 1994 erklangen sie zum ersten Mal.

## Pfarrer
- Botho E. Kurth (* 10. März 1930, † 18. Juni 2016 in Linz am Rhein), Pfarrer in Börninghausen von 1964 bis 1973
- Friedrich Wilhelm Beckmann (* 12. Januar 1947 in Versmold; † 4. Juli 2019[1]), Pfarrer in Börninghausen vom 1. April 1974 bis 29. Februar 2012.[2]
- Hilke Vollert und Steffen Bäcker, seit dem 1. Februar 2013 (Das Pfarrerehepaar versieht das Amt als sogenannte Pfarramtliche Verbindung mit der Kirchengemeinde Bad Holzhausen)